# 229 г. пр.н.е.
229 (двеста двадесет и девет) година преди новата ера (пр.н.е.) е година от доюлианския (Помпилийски) римски календар.

## Събития

### В Римската република
- Консули са Луций Постумий Албин (за II път) и Гней Фулвий Центумал.
- Започва Първата илирийска война. След оплакване на търговци, римска военноморска експедиция е изпратена срещу илирийското крайбрежие и близките до него острови, за да прогони пиратите. Създадена е постоянна военноморска база на остров Корфу. Римски гарнизони са поставени в различни селища по илирийското крайбрежие включително в Аполония.[1]

### В Гърция
- Тесалия се вдига на бунт срещу македонците и в нея нахлуват етолийците.[2]
- Царят на Македония Деметрий II умира, а неговият племенник Антигон става регент на неговия малолетен син Филип, който по това време е на десет годишна възраст.[2]
- Антигон възстановява македонския контрол над местностите Тесалиотида, Хистиотида и Перебия, но етолийците запазват Фтиотида.[2]
- Арат Сикионски е избран девети път за стратег на Ахейския съюз.[2]
- Беотия и Фокида стават съюзници на Ахейския съюз.[2]
- Аргос, Ермиони (Hermione), Флиунт и Егина се присъединяват към Ахейския съюз.[2]
- Спарта отнема Тегея, Мантинея и Орхомен ит етолийците. Спартанският цар завладява крепостта със спорна собственост Атенеум, която се издига на границата с Аркадия.[3]
- Арат Сикионски отвръща на удара с неуспешни атаки на Тегея и Орхомен.[3]
- Ахейският съюз обявява война на Спарта. Започва Клеоменовата война.[2][notes 1]
- Атина обявява своята независимост. С помощта на Арат Сиконски започват преговори с Диоген, който командва македонските гарнизони в Пирея, Мунихия, Саламин и Сунион и е постигнато споразумение тези селища и крепости да бъдат предадени на атиняните срещу плащане от 120 таланта.[4]

### В Испания
- Хамилкар Барка е убит докато се сражава с оретаните. Неговите войници избират за свой нов командващ Хасдрубал Красивия, който е зет на Хамилкар и втори по ранг командир преди смъртта му. Назначението му за командващ картагенските сили в Иберия е потвърдено и от властите в Картаген.[1]

## Родени
- Луций Емилий Павел Македоник, римски политик и държавник (умрял 160 г. пр.н.е.)

## Починали
- Хамилкар Барка, картагенски пълководец и държавник, баща на Ханибал (роден 277 г. пр.н.е.)
- Деметрий II Македонски, владетел на Древна Македония (роден 276 г. пр.н.е.)

Бележки:
1. ↑  Войната е обявена или през тази година или в началото на следващата.